# Бали, Шандорне
Шандорне Бали (венг. Bali Sándorné; 29 ноября 1927, Будапешт — 28 марта 2010, Будапешт) — венгерская рабочая активистка, участница антикоммунистического Венгерского восстания 1956 года и движения рабочих советов. Жена Шандора Бали. Диссидентка в ВНР. После смены общественного строя в Венгрии — видный общественный деятель.

## Происхождение и замужество
Родилась в будапештской рабочей семье. При рождении именовалась Мария Сорчик (венг. Szorcsik Mária). Работала на шляпном производстве.
Вышла замуж за слесаря-инструментальщика Шандора Бали. В браке с ним имела двоих детей. Выйдя замуж, в соответствии с венгерской традицией, именовалась в честь мужа — Шандорне.

## Участница восстания
В октябре 1956 года Мария Сорчик вместе с мужем решительно поддержали антикоммунистическое Венгерское восстание. Участвовали в будапештских демонстрациях. Мария активно помогала Шандору в Центральном рабочем совете (ЦРС), где он занимал пост заместителя председателя.
Шандор Бали и председатель ЦРС Шандор Рац были арестованы 11 декабря 1956 и были освобождены только в 1963 году.

## Диссидентка
При правлении Яноша Кадара Шандорне Бали не подвергалась прямым репрессиям, но находилась под плотным наблюдением органов МВД. До выхода на пенсию работала маникюршей.
Шандорне Бали участвовала в венгерском диссидентском движении. В 1988 году вместе с Арпадом Гёнцем, Шандором Рацем и Дьёрдем Литваном организовала Комитет исторической справедливости. Сыграла важную роль в церемонии перезахоронения Имре Надя в 1989 году. Этот акт обозначил кардинальные перемены в венгерской общественно-политической системе.

## Общественная деятельность
После демонтажа коммунистического режима в Венгрии Шандорне Бали продолжала работать в Комитете исторической справедливости. Помогала организации бывших политзаключённых. В 2004 году награждена орденом «За заслуги» имени Имре Надя — за участие в мирной смене режима и содействие национальному единству.
В 2006 году, к 50-летию Венгерского восстания, при участии внука Шандора и Шандорне Бали — Шандора Бали-младшего был снят фильм о событиях 1956 — Csapataink harcban álltak — Наши войска сражались. Важное место в фильме занимает выступление Шандорне Бали.

## Кончина
Скончалась Шандорне Бали в возрасте 82 лет. День её кончины — 28 марта 2010 — совпал с 47-й годовщиной освобождения Шандора Бали.
В специальном заявлении премьер-министр Венгрии Гордон Байнаи назвал Шандорне Бали «примером для венгерской нации».